# Ficus araneosa
Ficus araneosa är en mullbärsväxtart som beskrevs av George King. Ficus araneosa ingår i släktet fikonsläktet, och familjen mullbärsväxter. Inga underarter finns listade i Catalogue of Life.